# Edgiva de Wessex
Edgiva (en inglés antiguo, Ēadgifu; 902 – después de 955) fue una hija de Eduardo el Viejo, rey de Wessex e Inglaterra, y su segunda esposa, Elfleda. Nació en Wessex.

## Matrimonio con el rey francés
Edgiva fue una de las tres hermanas sajonas occidentales que se casaron con reyes continentales: las otras fueron Eadgyth, que se casó con Otón I del Sacro Imperio Romano Germánico y Eadhild, que se casó con Hugo el Grande. Edgiva se convirtió en la segunda esposa de Carlos III de Francia, con quien se casó en 919 después de la muerte de su primera esposa, Frederuna. Edgiva fue la madre del rey Luis IV de Francia.

## Huida a Inglaterra
En 922 Carlos III fue depuesto y al año siguiente tomado prisionero por el conde Heriberto II de Vermandois, un aliado del entonces rey. Para proteger a su hijo, Edgiva se lo llevó a Inglaterra en 923 a la corte de su medio hermano, el rey Athelstan de Inglaterra. Debido a esto, Luis IV de Francia fue conocido como Louis d'Outremer ("Luis el de Ultramar") de Francia. Permaneció allí hasta el año 936, cuando volvió a Francia para ser coronado rey. Edgiva lo acompañó.
Se retiró a un convento en Laon. En 951, Heriberto el Viejo, conde de Omois, la raptó y se casó con ella, para gran indignación de su hijo.